# FC Bourgoin-Jallieu
El FC Bourgoin-Jallieu es un equipo de fútbol de Francia que juega en el Championnat National 3, la quinta división nacional.

## Historia
Fue fundado en el año 1936 en la ciudad de Bourgoin-Jallieu con el nombre Club Sportif Bergusien, el cual cambiaron en 1946 por Club Sportif Ouvrier. En 1957 cambia a su nombre actual luego de ser afiliado a la Federación Francesa de Fútbol.
En 1996 el Bourgoin-Jallieu firma un convenio de colaboración con el Monaco. Ese mismo año enfrentó al Martigues de la Ligue 2 por la Coupe de France. En el 2000 firma un convenio de colaboración con el Lens.
En 2004 asciende al Championnat de France Amateur 2 (CFA 2) luego de vencer en un playoff al Ajaccio B, pero las autoridades descendieron al Bourgoin-Jallieu al nivel regional. En 2010 firma un convenio de colaboración con el Lyon. En la temporada 2012–13 gana la Coupe Rhône-Alpes y regresa a la CFA 2.
En la temporada 2022/23 logra el ascenso al Championnat National 2 por primera vez.

## Palmarés
- Championnat National 3: 1

2022/23
- Coupe Rhône-Alpes: 1

2012/13

## Jugadores

### Jugadores destacados
- Jérémy Clément
- Ottman Dadoune
- Naïs Djouahra
- Amine Gouiri
- Malo Gusto
- Enzo Lombardo
- Florian Michel
- Elisha Owusu
- Bryan Mbeumo
- Kévin Monnet-Paquet
- Maxence Rivera
- Yoan Severin
- Roger Tamba M'Pinda
- Amos Youga